# 5028 Halaesus
5028 Halaesus è un asteroide troiano di Giove del campo greco. Scoperto nel 1988, presenta un'orbita caratterizzata da un semiasse maggiore pari a 5,2641425 UA e da un'eccentricità di 0,1296460, inclinata di 21,48038° rispetto all'eclittica.
L'asteroide è dedicato ad Aleso, un figlio di Agamennone.